# Oğuz Büyükberber

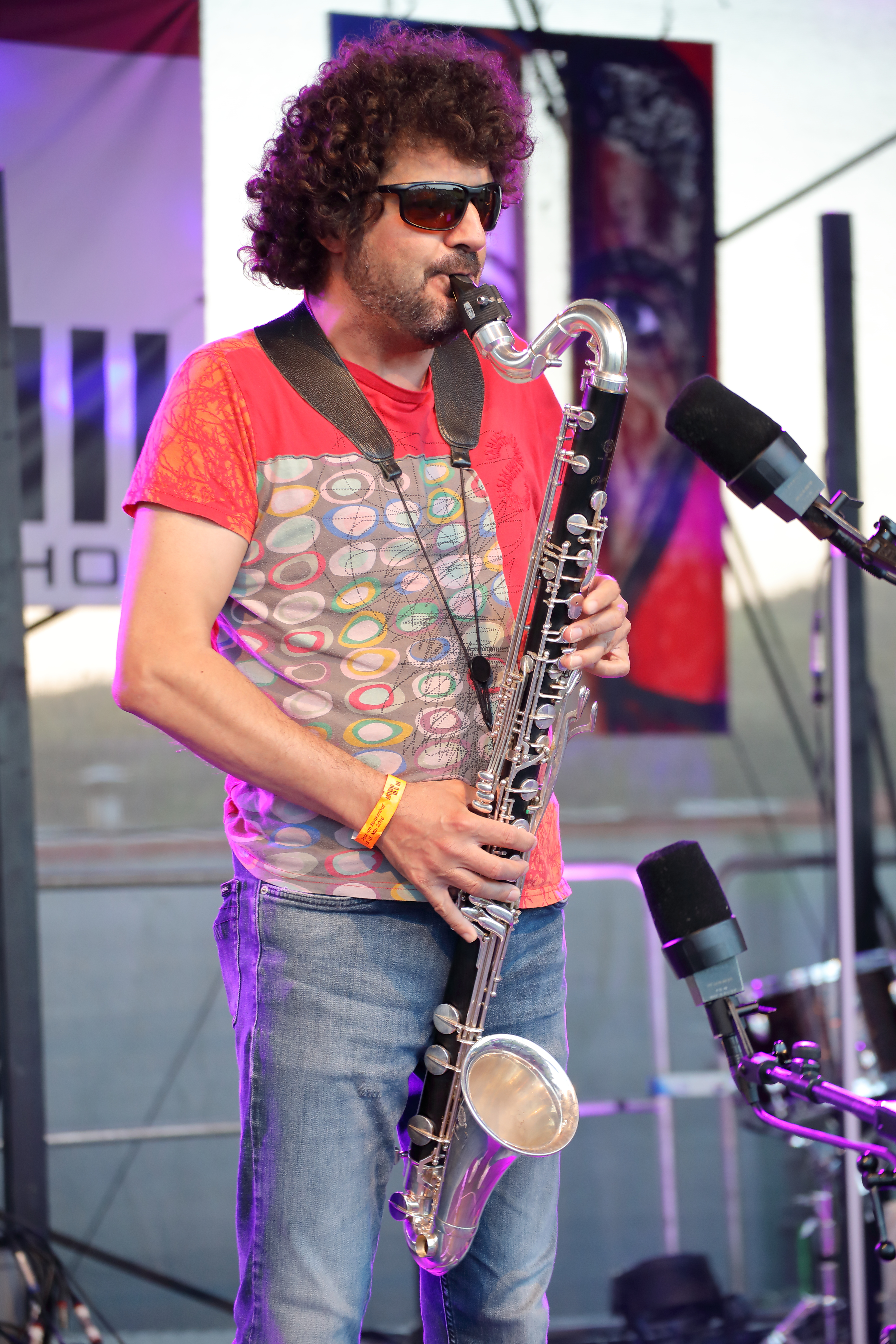
Oğuz Büyükberber auf dem INNtöne Jazzfestival 2020

Oğuz Büyükberber (* 1970 in Kayseri) ist ein türkischer, mittlerweile in den Niederlanden lebender Musiker (Klarinetten, Electronics, auch Altsaxophon, Flöte, Piano, Keyboard), der in seinem Spiel Jazz und Improvisation mit türkischer und zeitgenössischer Musik verbindet.

## Leben und Wirken
Büyükberber absolvierte 1994 zunächst ein Designstudium an der Mimar Sinan Üniversitesi, wo er in einem universitätsinternen Wettbewerb als bester Klarinettist ausgezeichnet wurde. Als Musiker arbeitete er zuerst mit der Yeşil Uzumler Modern Dance Group, bevor er seine eigene Band Kaçan Keçi gründete. 1997 trat er erstmals mit Ayşe Tütüncü auf, deren Trio er lange angehörte. Sowohl im Jahr 1999 als auch 2000 wählten ihn die Leser der türkischen Jazzzeitschrift Jazz Dergisi zum besten Bassklarinettisten.
Am Conservatorium van Amsterdam studierte Büyükberber Bassklarinette bei Harry Sparnaay und Komposition bei Theo Loevendie (Bachelor 2005, Master 2007). Im Laufe seiner Karriere arbeitete er u. a. mit Simon Nabatov, Gerry Hemingway, Guus Janssen, Claudio Puntin, Sophie Hassfurther und Wolfgang Reisinger. In seine eigenen Projekte bezieht er auch Bildende Kunst ein.
Büyükberber präsentierte sich auf dem Istanbul International Jazz Festival, dem Talos Festival, dem North Sea Jazz Festival ebenso wie auf dem Traumzeit-Festival. Im Bereich des Jazz war er zwischen 1995 und 2019 an mehr als 25 Aufnahmesessions beteiligt. Ein großes weltweites Echo fand seine Zusammenarbeit mit dem Gitarristen und Komponisten Marc Sinan, die auf dem Album White (2018) dokumentiert ist. Aus einer langjährigen und fruchtbaren Zusammenarbeit mit der österreichischen Saxophonistin Sophie Hassfurther sind  bis 2020 drei von der Kritik hochgelobte Alben erschienen, zwei davon im Duo.

## Diskographische Hinweise
- Oğuz Büyükberber/Sarp Maden/Ateş Tezer/Mahmut Yalay: Lodos (Ada Muzik, 1997)
- Oğuz Büyükberber/Çağlayan Yıldız: A Z (Ada Muzik, 1997)
- Velvele (Ada Muzik, 1999)
- Canlı (Ada Muzik, 2003)
- Oğuz Büyükberber/Umut Çağlar/Korhan Erel/Florent Merlet: Twentyeight-Twelve-Twothousandeight (Re:konstruKt, 2009)
- Live at Nardis Jazz Club (Focam, 2010)[4]
- Oğuz Büyükberber Trio: Gibi (Trytone 2011)
- Oğuz Büyükberber/Simon Nabatov/Gerry Hemingway: Live at the Bimhuis (Trytone 2012)
- Oğuz Büyükberber/Simon Nabatov: Wobbly Strata (Trytone 2014)
- Oğuz Büyükberber Quintet: Off Monk (Kabak & Lin 2017, mit Tobias Klein, Tolga Tüzün, Çağlayan Yıldız, Can Kozlu)
- Marc Sinan/Oğuz Büyükberber: White (ECM 2018)
- Sophie Hassfurther/Oğuz Büyükberber: Mind like Water (sowiesound 2019)[5]
- Claron McFadden, Kristina Fuchs, Oğuz Büyükberber, Tobias Klein: 37FERN (Trytone 2020)